# Pidonia orophila
Pidonia orophila är en skalbaggsart som beskrevs av Holzschuh 1991. Pidonia orophila ingår i släktet Pidonia och familjen långhorningar. Inga underarter finns listade i Catalogue of Life.